# Podkraj, Ajdovščina
Podkraj este o localitate din comuna Ajdovščina, Slovenia, cu o populație de 437 de locuitori.